# Belflou
Belflou – miejscowość i gmina we Francji, w regionie Oksytania, w departamencie Aude.
Według danych na rok 1990 gminę zamieszkiwało 85 osób, a gęstość zaludnienia wynosiła 10 osób/km² (wśród 1545 gmin Langwedocji-Roussillon Belflou plasuje się na 816. miejscu pod względem liczby ludności, natomiast pod względem powierzchni na miejscu 831).

## Zabytki
Zabytki w Belflou posiadające status Monument historique:
- Zamek w Belflou
- Zamek Barthe
- Croix de chemin